# Economie van Frankrijk
De economie van Frankrijk is de zevende economie ter wereld. Met een verwacht bruto binnenlands product (bbp) van 2420 miljard euro is Frankrijk in 2017 een van de grootste economieën ter wereld (gemeten in Amerikaanse dollars). Frankrijk is ook de op twee na grootste economie in Europa, na Duitsland en het Verenigd Koninkrijk.
Frankrijks inkomensverdeling is minder ongelijk dan die van andere economieën. Ook met het aantal mensen onder de armoedegrens is het goed gesteld, slechts zes procent. Dit is een van de laagste in de grote industrielanden en is heel gunstig, vergeleken met het percentage voor het Verenigd Koninkrijk (18 procent) en de Verenigde Staten (15 procent).
Albanië · Andorra · Azerbeidzjan · België · Bosnië en Herzegovina · Bulgarije · Cyprus · Denemarken · Duitsland · Estland · Finland · Frankrijk · Georgië · Griekenland · Hongarije · IJsland · Ierland · Italië · Kroatië · Letland · Liechtenstein · Litouwen · Luxemburg · Malta · Moldavië · Monaco · Montenegro · Nederland · Noord-Macedonië · Noorwegen · Oekraïne · Oostenrijk · Polen · Portugal · Roemenië · Rusland · San Marino · Servië · Slovenië · Slowakije · Spanje · Tsjechië · Turkije · Vaticaanstad · Verenigd Koninkrijk · Wit-Rusland · Zweden · Zwitserland